# 学園東大通り

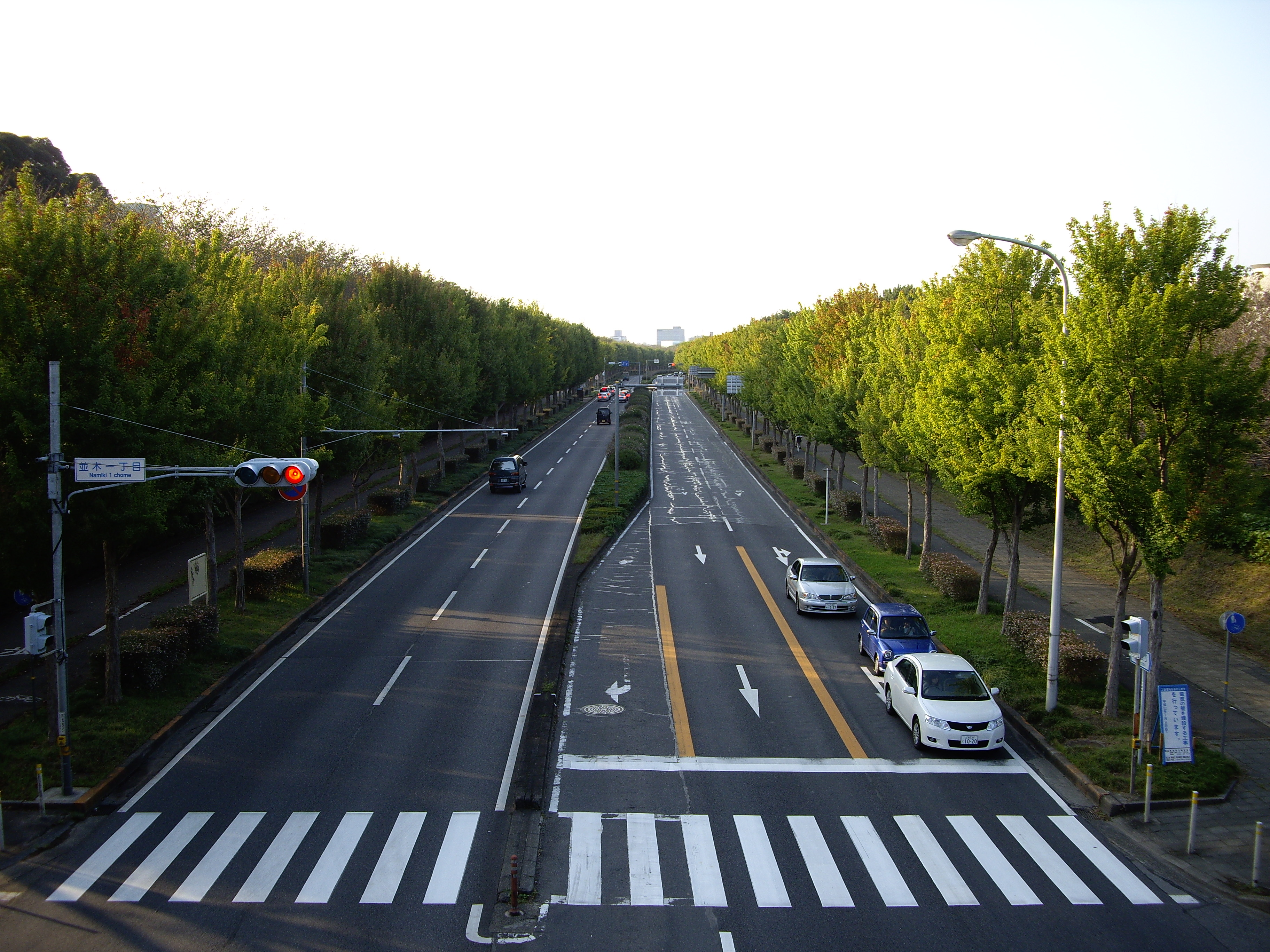
学園東大通り（並木一丁目・千現二丁目）

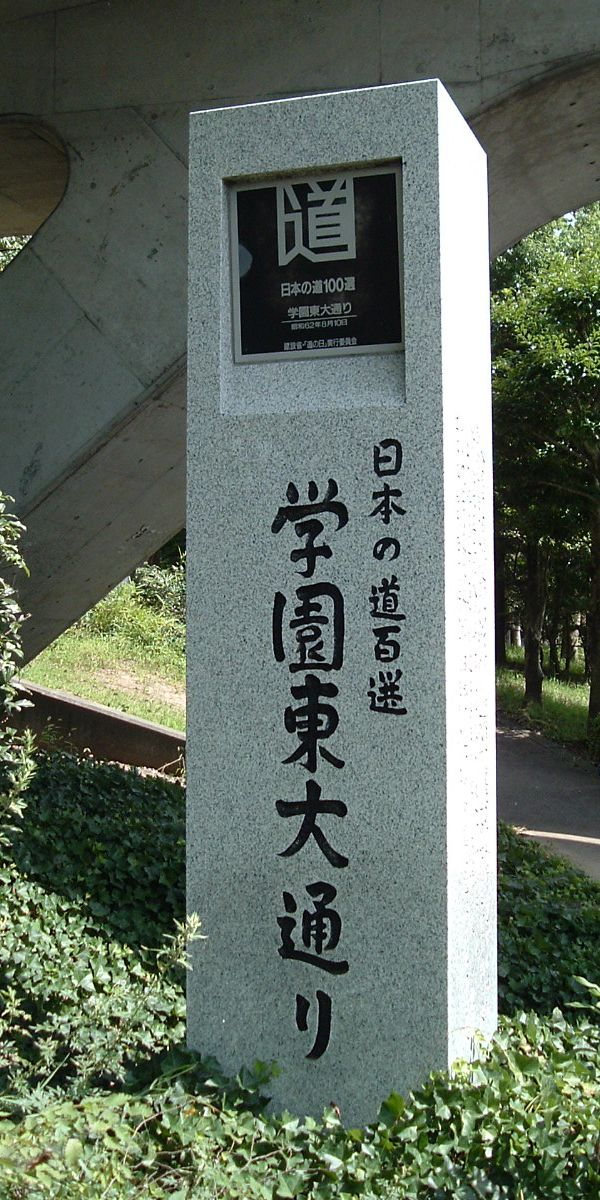
「日本の道100選」顕彰碑

学園東大通り（がくえんひがしおおどおり）は、筑波研究学園都市の都市計画道路の通称。筑波研究学園都市を南北に縦貫する主要な幹線道路である。

## 概要
一般に、土浦市の国道6号・学園東大通り入口交差点からつくば市の国道125号・田中交差点までを指す大通りで、つくば市内における都市計画道路の路線名は「研究学園都市計画道路 3・2・1号 学園東大通り線」である。主につくば市（筑波研究学園都市）内の道路であるが、起点付近は土浦市内にあり、「土浦・阿見都市計画道路 3・4・20号 阿見学園線」になる。筑波研究学園都市の最も大きな主要幹線道路のひとつで、南北に長い「学園都市東側を貫く道路」から名付けられた。
人間優先の都市計画の概念に基づき、研究施設・大学・ガソリンスタンドなど一部の施設を除き、道路沿いの施設に車が直接入ることはできず、脇道より進入するような構造になっている。そのため信号数を抑えることができた。
学園中央通り・学園西大通り・土浦学園線・学園北大通り・学園南大通りと共に整然とした格子状の幹線道路網を形成する。

### 路線データ
- 起点：土浦市中村南・学園東大通り入口交差点
- 終点：つくば市田中・田中交差点
- 路線延長：延長17.1km
- 車線数：4 - 6車線
- 路線概要
  - 基本路線
    - 全区間 - 茨城県道55号土浦つくば線

  - 重複区間
    - 田中交差点（国道125号）から西大通入口交差点まで - 国道408号
    - 柴崎交差点（平塚通り）から学園東交差点（土浦学園線）まで - 茨城県道24号土浦境線

## 路線状況
中心部の幅員は50 m、4 - 6車線で自転車歩行者道路、自動車道および緑地帯が設けられている。学園北大通りから学園南大通りまでの区間は6車線で、それ以外の部分は4車線である。ただし6車線区間でもっとも歩道寄りの車線は主要交差点では左折専用である。
道の両側にある植樹帯には、四季折々の季節感を持たせた木々が植えられており、特に長さ9 kmにおよぶトウカエデの並木は10月下旬に紅葉の見ごろを迎える。また築山が築かれるなど、庭園的な雰囲気を持つ。
1987年（昭和62年）に大角豆交差点（国道354号） - 東前野の15.8 kmは、建設省と「道の日」実行委員会により制定された「日本の道100選」に選ばれ、つくば市吾妻1丁目に顕彰碑がある。また、読売新聞社選定の「新・日本街路樹100景」（1994年）のひとつにも選定されている。

## 主要接続路線
- 国道125号 - 田中交差点
- 学園西大通り - 西大通入口交差点
- 土浦学園線 - 学園東交差点
- 国道354号（土浦野田通り） - 大角豆交差点
- 国道6号 - 学園東大通り入口交差点

## 地理
沿線には研究機関が集中しており、素粒子研究の先端を行く高エネルギー加速器研究機構、防災科学技術研究所、筑波大学、国立科学博物館筑波実験植物園、宇宙航空研究開発機構筑波宇宙センター、国内最大の公的研究機関である産業技術総合研究所などがある。
筑波大学筑波キャンパスには約3kmの区間にわたって接しており、進入のための交差点が2箇所ある。
筑波研究学園都市中心部から学園東大通りを北上すると、国道408号と重複し、右手目前に関東の名山として知られる筑波山を雄大に望むことができる。